# 岡山県道372号下土井下加茂線
岡山県道372号下土井下加茂線（おかやまけんどう372ごう しもどいしもがもせん）は、岡山県加賀郡吉備中央町を通る一般県道である。

## 概要
加賀郡吉備中央町下土井と加賀郡吉備中央町下加茂を結ぶ。

### 路線データ
- 起点：加賀郡吉備中央町下土井（岡山県道66号落合加茂川線交点）
- 終点：加賀郡吉備中央町下加茂（国道484号交点）
- 総延長：11,640 m
- 実延長：11,594 m

## 歴史
- 1960年（昭和35年）3月18日 - 岡山県告示第335号により認定される。
- 1972年（昭和47年） - 岡山県の県道番号再編により現行の路線番号に変更される。
- 2004年（平成16年）10月1日 - 上房郡賀陽町と御津郡加茂川町が対等合併して加賀郡吉備中央町が発足したことに伴い起終点の地名表記が変更される。

## 路線状況
大型車の通行が不可能な区間がある。

## 地理

### 通過する自治体
- 加賀郡吉備中央町

### 交差する道路
| 交差する道路             | 交差する場所 | 交差する場所 |
| ------------------------ | ------------ | ------------ |
| 岡山県道66号落合加茂川線 | 下土井       | 起点         |
| 国道429号                | 円城         |              |
| 国道484号                | 下加茂       | 終点         |

### 沿線
- 日山ダム
- 円城寺
- 吉備中央町立円城小学校
- 道の駅かもがわ円城